# Frank Jonasson
Frank Jonasson (Salt Lake City, 14 dicembre 1878 – Downey, 17 ottobre 1942) è stato un attore statunitense.

## Filmografia parziale
- Stingaree, regia di James W. Horne (1915)
- The Social Pirates, regia di James W. Horne (1916)
- The Midnight Man, regia di James W. Horne (1919)
- The Top of the World, regia di George Melford (1925)
- The Movies, regia di William Goodrich (Roscoe Arbuckle) (1925)
- Old Ironsides, regia di James Cruze (1926)
- The Big Fight, regia di Walter Lang (1930)